# Cseh Ferenc (kajakozó)
Cseh Ferenc (Budapest, 1943. október 22. – San José, Kalifornia, 2018. július 16.) világbajnoki ezüst- és bronzérmes magyar kajakozó.

## Pályafutása
1960 és 1966 között a Bp. Építők, 1967 és 1971 között a Bp. Honvéd kajakozója volt. Az 1966-os kelet-berlini világbajnokságon K1 4 × 500 méteres váltóban ezüstérmet szerzett Hesz Mihály, Szente András és Kemecsey Imre alkotta csapatukkal. Időeredményük 7:36,90 volt. Ugyanitt K2 1000 méteren bronzérmes lett társával, Hazsik Endrével 3:40,11-es eredménnyel.
Az 1971-es belgrádi világbajnokságon Hazsik Endrével K2 500 méteren negyedik helyet szerezték meg.
1963 és 1971 között a magyar kajak-kenu válogatott, 1968-ban az olimpiai válogatott tagja volt.
A Budapesti Műszaki Egyetemen 1968-ban elektromérnökként végzett. 1971-ben külföldre távozott és ott jelentős tudományos karriert futott be. 1971 és 1978 között az NSZK-ban, 1978-tól haláláig az Egyesült Államokban élt és szoftverfejlesztő mérnökként tevékenykedett.